# نابودی الکترون-پوزیترون

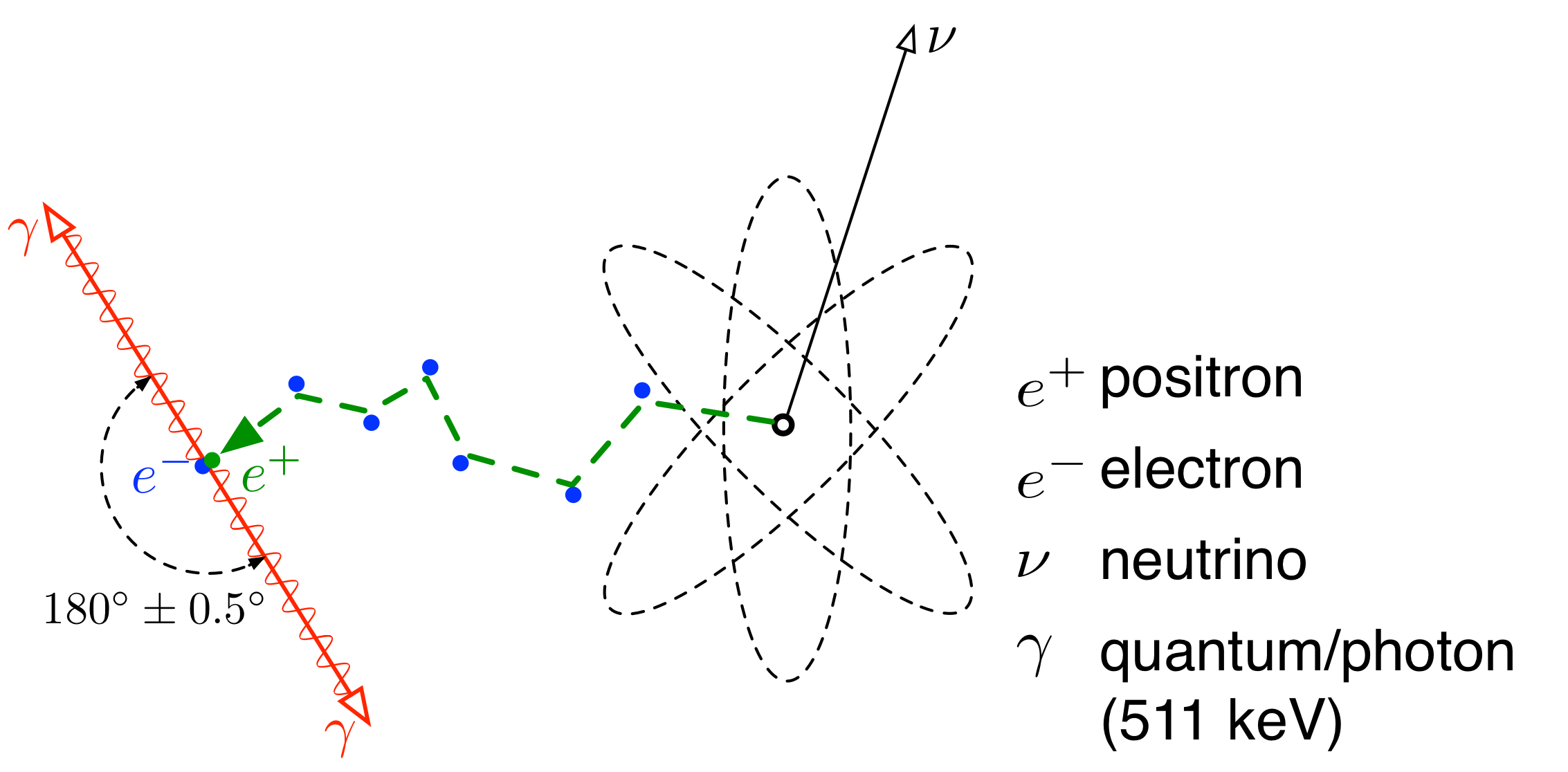
رخداد طبیعی نابودی الکترون-پوزیترون در نتیجه واپاشی بتا پلاس

نمودار فاینمن نابودی الکترون-پوزیترون

فرایند نابودی الکترون-پوزیترون وقتی رخ می‌دهد که یک الکترون (-e) و یک پوزیترون (+e، پادذره الکترون) برخورد می‌کنند. نتیجه برخورد نابودی الکترون و پوزیترون و به وجود آمدن فوتونهای پرتو گاما و در انرژی‌های بالاتر، ذرات دیگر، می‌باشد:
e−
 + e+
 → γ + γ
این فرایند می‌بایست برخی از قانون‌های پایستگی را رعایت کند:
- پایستگی بار الکتریکی. بار خالص قبل و بعد باید صفر باشد
- پایستگی تکانه خطی و انرژی کل. این قانون اجازه تولید تنها یک پرتو گاما را نمی‌دهد، هرچند که در نظریه میدان کوانتومی این فرایند مجاز است.
- پایستگی تکانه زاویه‌ای

الکترون و پوزیترون نیز می‌توانند مانند هردوذره باردار دیگری، بدون نابودی یکدیگر با هم بر همکنش داشته باشند که عموماً از طریق پراش کشسان صورت می‌گیرد.

## برخوردهای کم انرژی
احتمالات محدودی برای حالت نهایی وجود دارند. محتمل‌ترین آن‌ها ایجاد دو یا چند فوتون پرتو گاما است. پایستگی انرژی و تکانه خطی اجازه نمی‌دهد که فقط یک فوتون تنها به وجود آید (استثنایی برای این قانون ممکن است در مورد الکترون‌هایی که به سختی مقید به هسته هستند رخ دهد) و در بیشتر موارد دو فوتون ایجاد می‌شود که انرژی هریک برابر با انرژی لختی الکترون یا پوزیترون یعنی ۵۱۱ کیلو الکترون ولت است. برای راحتی می‌توان چارچوب مرجعی را در نظر گرفت که در آن سیستم هیچ تکانه خطی خالصی پیش از نابودی نداشته باشد که در آن پرتوهای گامای حاصله در خلاف جهت یکدیگر منتشر می‌شوند. ایجاد سه پرتوی گاما نیز معمول است، زیرا در برخی از حالت‌های تکانه زاویه‌ای، برای حفظ توازن بار لازم است که چنین شود. تعداد بیشتری از فوتون‌ها هم ممکن است به وجود آیند، اما با اضافه شدن هر فوتون، احتمال رویداد نیز کمتر می‌شود، زیرا این فرایندهای پیچیده‌تر، دامنه احتمال کمتری دارند.

## برخوردهای پرانرژی
اگر الکترون یا پوزیترون یا هردو انرژی‌های جنبشی قابل توجهی داشته باشند، امکان پیدایش ذرات سنگین‌تر (مانند مزون‌های دی) نیز وجود دارد، زیرا در سرعت‌های نسبیتی، انرژی جنبشی کافی برای تأمین انرژی‌های لختی این ذرات سنگین‌تر وجود دارد. این احتمال نیز وجود دارد که ذرات پدیدآمده، فوتون و ذرات سبک دیگر باشند، اما انرژی‌های بیشتری داشته باشند.
در انرژی‌های نزدیک و فراتر از جرم ذرات حامل نیروی هسته‌ای ضعیف، یعنی بوزون‌های دبلیو و زد، قدرت نیروی هسته‌ای ضعیف قابل مقایسه با الکترومغناطیس می‌شود. در نتیجه، تولید ذراتی مانند نوترینوها که تنها از طریق نیروی هسته‌ای ضعیف با مواد دیگر برهم‌کنش دارند، آسان‌تر می‌شود.
تا کنون سنگین‌ترین جفت ذراتی که توسط نابودی الکترون-پوزیترون در شتاب دهنده‌های ذرات تولید شده‌اند، جفتهای بوزون-پادبوزون +W--W هستند. سنگین‌ترین تک ذرات تولید شده نیز بوزون‌های Z هستند. انگیزه پیش راننده برای ساخت برخورددهنده خطی بین‌المللی تولید بوزون هیگز بدین شیوه می‌باشد.

## کاربردهای عملی
فرایند نابودی الکترون-پوزیترون، پدیده‌ای فیزیکی است که زیربنای فناوری‌های برش‌نگاری با گسیل پوزیترون (PET) و طیف‌بینی نابودی پوزیترون (PAS) را تشکیل می‌دهد. همچنین از آن به عنوان روشی برای اندازه‌گیری سطح فرمی و ساختار نوار در فلزات استفاده می‌شود.

## واکنش معکوس
واکنش معکوس آن، یعنی ایجاد الکترون-پوزیترون، شکلی از فرایند جفت‌سازی است که از قوانین فیزیک دو فوتون پیروی می‌کند.